# Draco rhytisma
Espèce
Synonymes
- Draco lineatus rhytisma Musters, 1983

Draco rhytisma est une espèce de sauriens de la famille des Agamidae.

## Répartition
Cette espèce est endémique des îles Banggai dans la province de Sulawesi central en Indonésie.

## Publication originale
- Musters, 1983 : Taxonomy of the genus Draco L. (Agamidae, Lacertilia, Reptilia). Zoologische Verhandelingen, n. 199, p. 1-120 (texte intégral).